# Acanthurus achilles

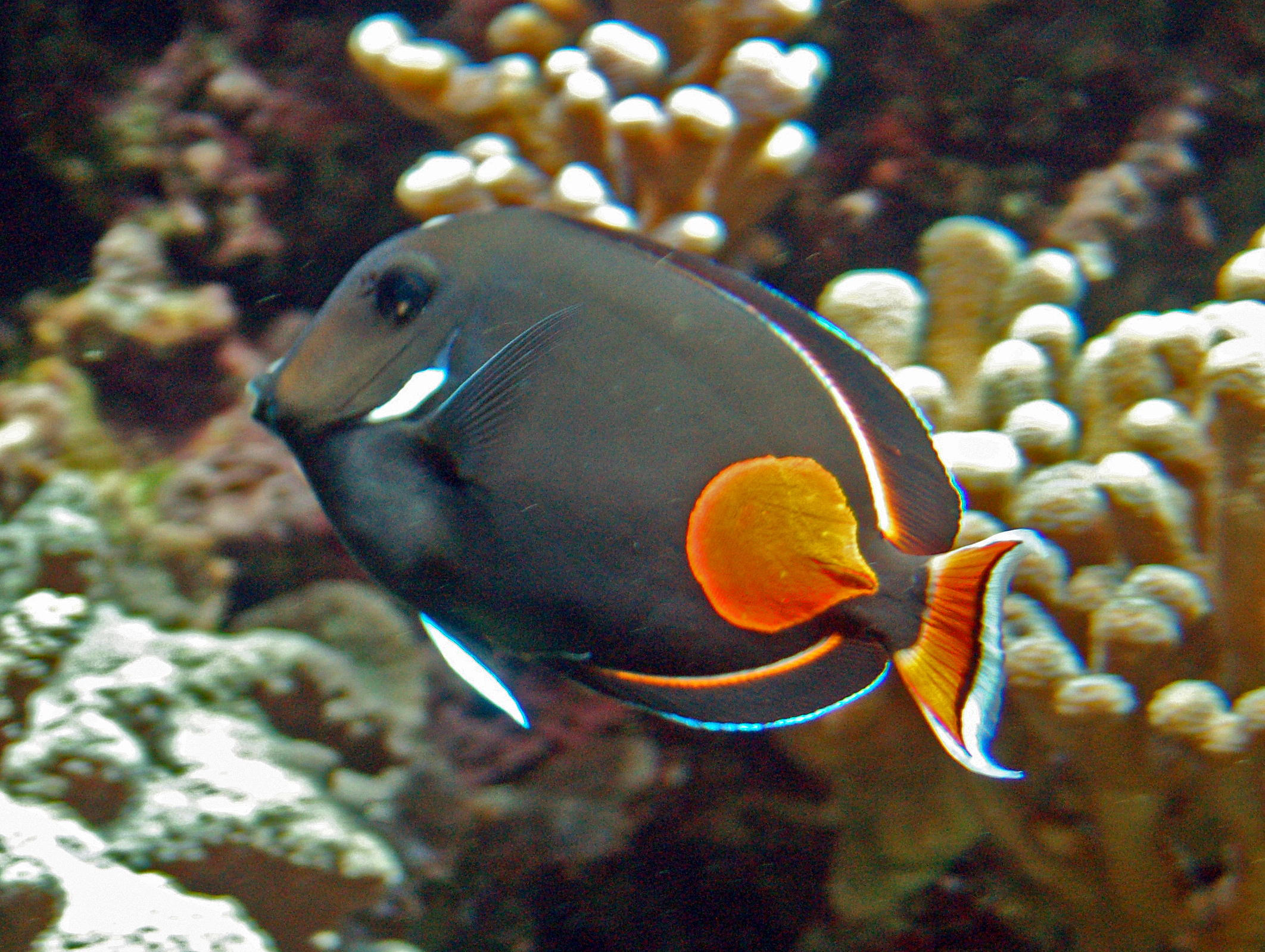
A. achilles en el acuario de Mónaco.

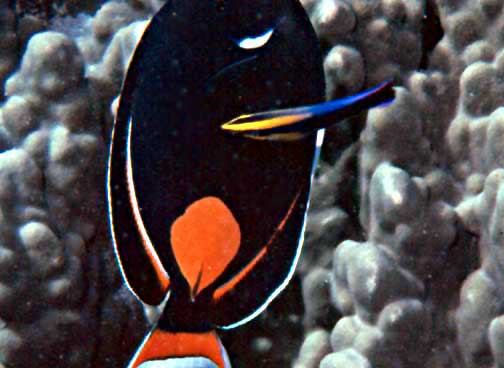
Labroides dimidiatus desparasitando a Acanthurus achilles

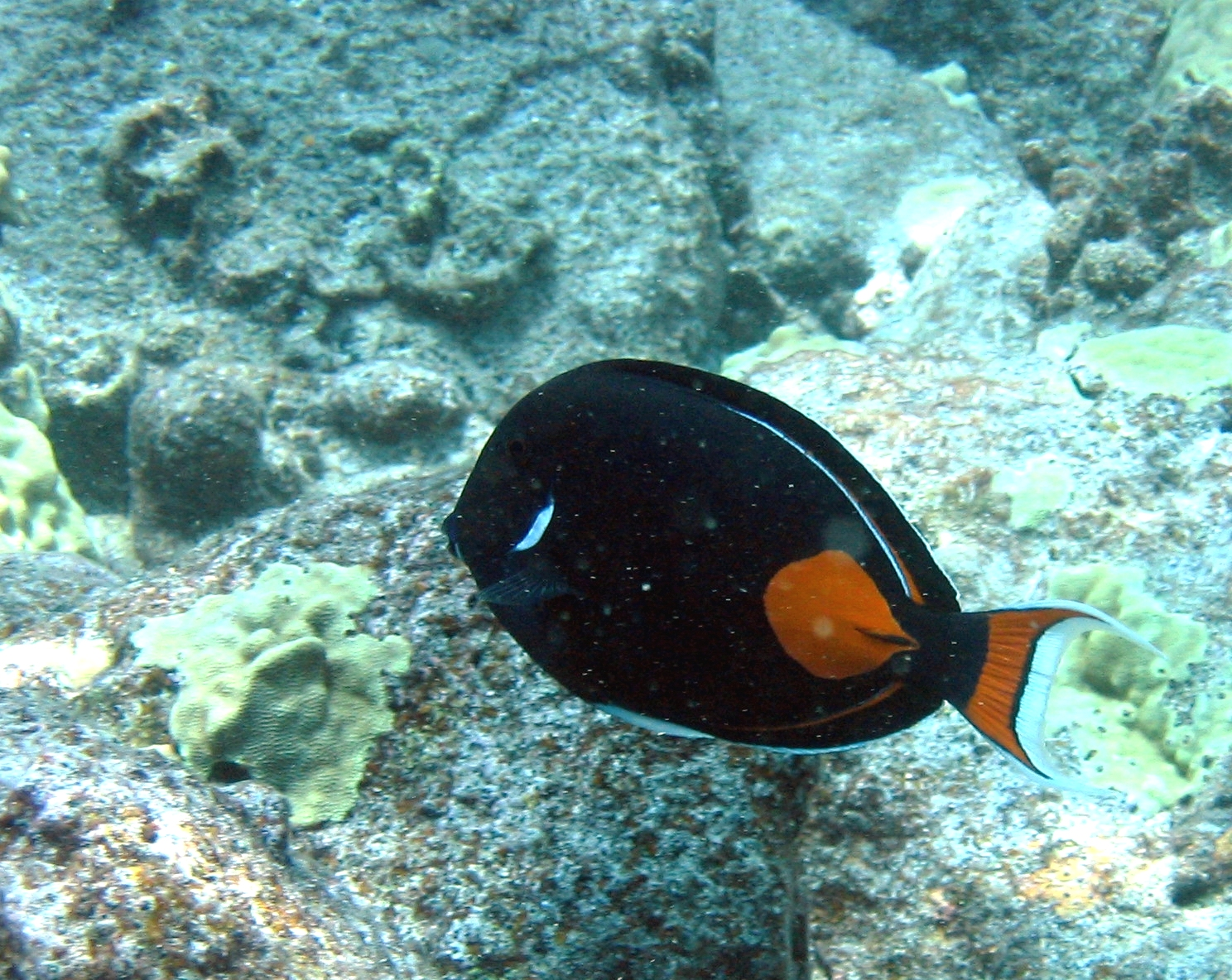
A. achilles en Hawái. Su nombre hawaiano es paku'iku'i.

El Acanthurus achilles es un pez cirujano, de la familia de los Acantúridos. Su nombre común es cirujano encendido.Es un ágil y vistoso nadador. Defiende con mucha agresividad su territorio en el arrecife de machos territoriales de su misma especie.

## Morfología
Posee la morfología típica de su familia, cuerpo comprimido lateralmente y ovalado. La boca es pequeña, protráctil y situada en la parte inferior de la cabeza. Tiene entre 8 y 28 dientes en cada mandíbula; entre 16 y 20 espinas branquiales; 9 espinas y entre 29 y 33 radios dorsales; 3 espinas y entre 26 y 29 radios anales. 
Como todos los peces cirujano, de ahí les viene el nombre común, tiene 2 espinas extraíbles a cada lado de la aleta caudal; se supone que las usan para defenderse de otros peces.
Su coloración es negra azulada, o marrón oscuro, casi negro, con una gran mancha oval anaranjada en la parte posterior al nacimiento de la aleta caudal, de donde parten dos bandas del mismo color, paralelas a la aleta dorsal y anal; también tiene una mancha blanca en la mitad de la membrana opercular. Un anillo azul claro rodea la barbilla y tiene puntos del mismo color en la membrana opercular. Los ejemplares juveniles no tienen la mancha oval anaranjada. La aleta caudal tiene una franja anaranjada, y otra, en el margen, blanca.
Alcanza los 24 o 26 cm de largo.

## Hábitat y distribución
Es una especie bento-pelágica. Suele verse, normalmente en grupos, en fondos arenosos y rocosos de lagunas protegidas de arrecifes coralinos, y entre corales. Su rango de profundidad está entre 0 y 10 metros, normalmente entre 0 y 4 m.
Se distribuye en aguas del océano Pacífico. Es especie nativa de Islas Cook, Fiyi, Guam, Hawái, Japón, isla Johnston, Kiribati, islas Marianas del Norte, islas Marquesas, islas Marshall, México, Micronesia, Nueva Caledonia, Niue, Pitcairn, Polinesia, Samoa, islas Sociedad, Tokelau, Tonga, Tuamotu, Tuvalu, isla Wake y Wallis y Futuna.

## Alimentación
En la naturaleza se nutre principalmente de plancton y algas filamentosas. Su alimentación principal es herbívora.

## Reproducción
Son monógamos, ovíparos, y de fertilización externa. El desove sucede alrededor de la luna llena, estando sometido a la periodicidad del ciclo lunar. No cuidan a sus crías. Las larvas pelágicas, llamadas Acronurus, evolucionan a juveniles cuando alcanzan los 6 cm. La especie hibrida frecuentemente con su emparentada Acanthurus nigricans.

## Mantenimiento
La iluminación deberá ser necesariamente intensa para que pueda desarrollarse la colonia de algas suficiente de la que se alimenta. Además, requiere mantener un buen número de roca viva entre la decoración del acuario, con suficientes escondrijos.
Al igual que el resto de especies de cirujanos, son muy sensibles a determinadas enfermedades relacionadas con la piel. Es recomendable la utilización de esterilizadores ultravioleta para la eliminación de las plagas patógenas. 
Aunque es herbívoro, acepta tanto artemia y mysis congelados, como alimentos disecados. No obstante, una adecuada alimentación debe garantizar el aporte diario de vegetales, sean naturales o liofilizados, alga nori, espirulina, etc.